# 托德·休斯顿
托德·休斯顿（英語：Todd Huston，1972年4月6日—）是美国印第安纳州的政治人物，隶属于共和黨，自2012年起担任印第安纳州众议院议长。他先是于2002年至2005年间在汉密尔顿东南学校董事会任职，后于2005年至2009年间在印第安纳州教育委员会任职，并于2006年至2009年在印第安纳州教育圆桌会议任职。除此之外，他还于2011年至2012年间担任印第安纳特许学校董事会主席。 休斯顿最终于2020年3月9日被选为印第安纳州众议院议长，接替赖恩·博斯马。
休斯顿于2012年至2022年2月担任美國大學理事會高级副总裁，不过后来因其反对批判性种族理论而辞职。